# Bus-la-Mésière
Bus-la-Mésière és un municipi francès situat al departament del Somme i a la regió dels Alts de França. L'any 2007 tenia 137 habitants.

## Demografia

### Població

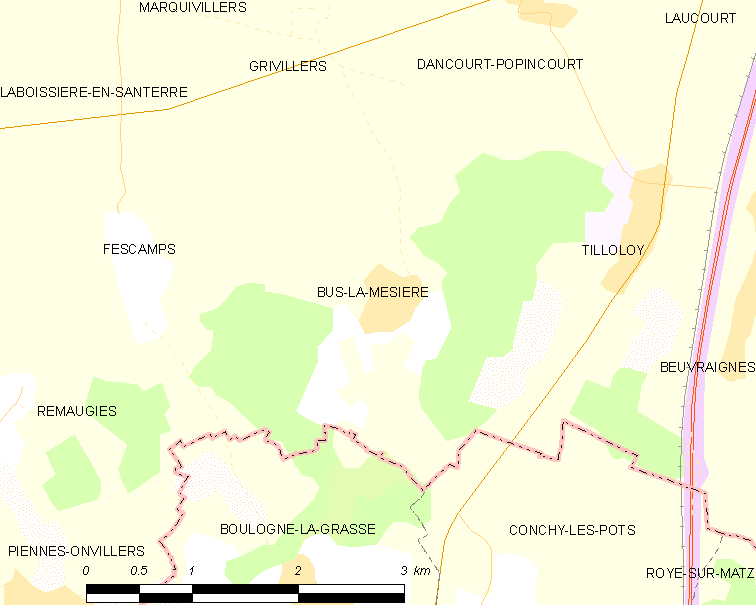

El 2007 la població de fet de Bus-la-Mésière era de 137 persones. Hi havia 60 famílies de les quals 19 eren unipersonals (4 homes vivint sols i 15 dones vivint soles), 15 parelles sense fills, 19 parelles amb fills i 7 famílies monoparentals amb fills.

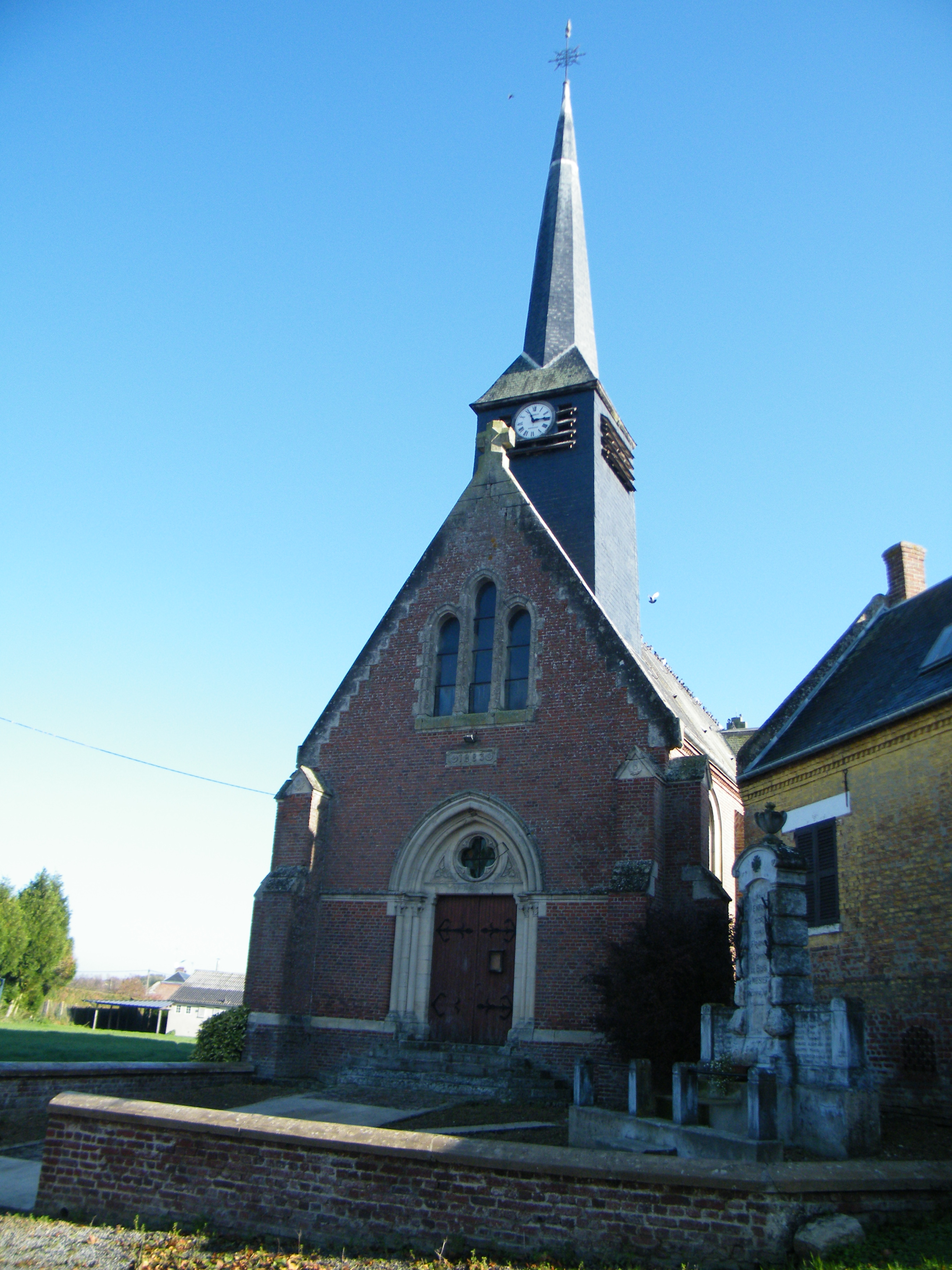

La població ha evolucionat segons el següent gràfic:
Habitants censats

### Habitatges
El 2007 hi havia 67 habitatges, 57 eren l'habitatge principal de la família, 2 eren segones residències i 8 estaven desocupats. 66 eren cases i 1 era un apartament. Dels 57 habitatges principals, 45 estaven ocupats pels seus propietaris, 8 estaven llogats i ocupats pels llogaters i 4 estaven cedits a títol gratuït; 4 tenien dues cambres, 9 en tenien tres, 14 en tenien quatre i 31 en tenien cinc o més. 48 habitatges disposaven pel capbaix d'una plaça de pàrquing. A 27 habitatges hi havia un automòbil i a 22 n'hi havia dos o més.

### Piràmide de població

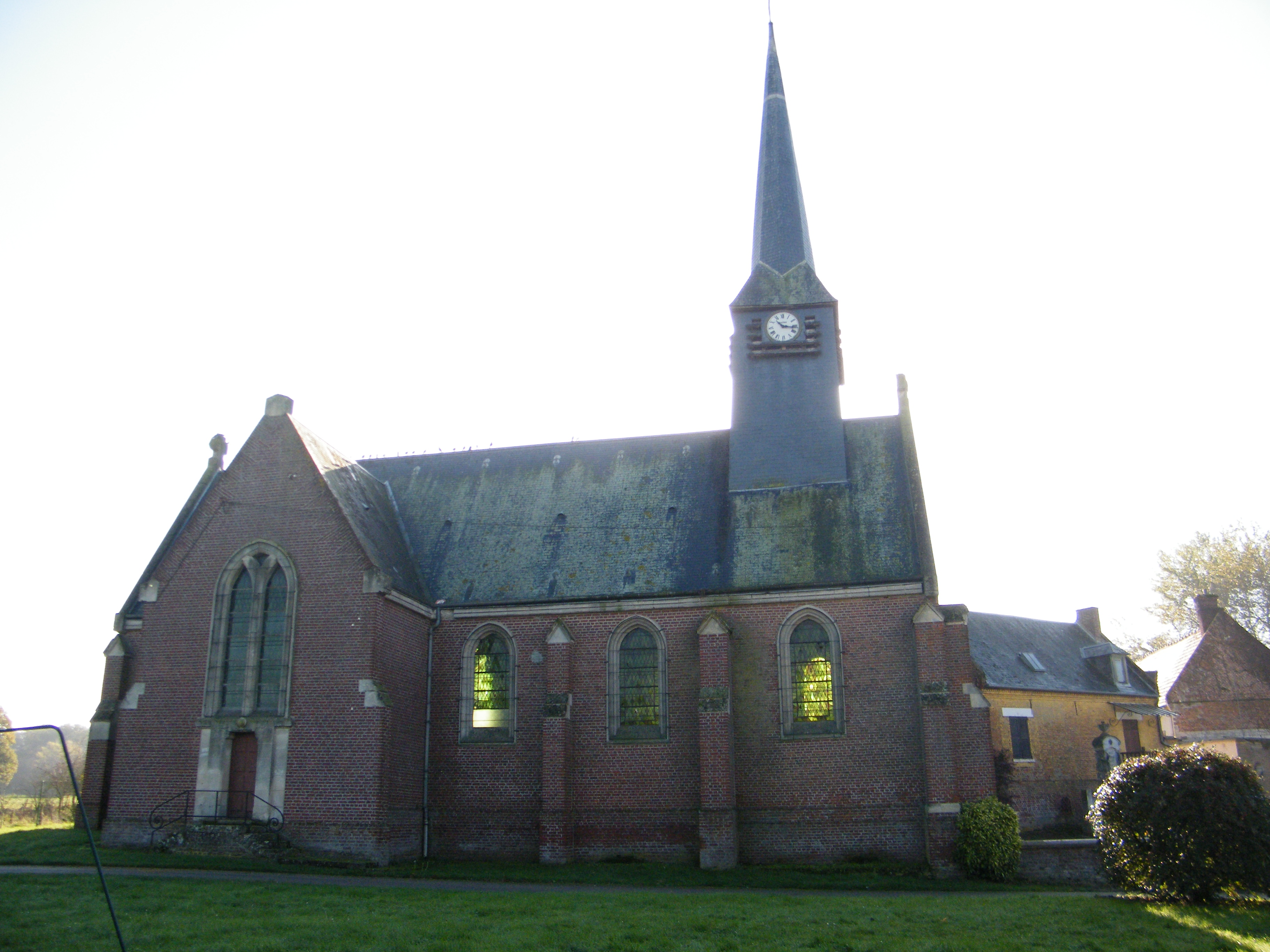

La piràmide de població per edats i sexe el 2009 era:
| Homes | Edats   | Dones |
| ----- | ------- | ----- |
| 0     | 95 o +  | 0     |
| 4     | 90 a 94 | 0     |
| 0     | 85 a 89 | 4     |
| 0     | 80 a 84 | 0     |
| 4     | 75 a 79 | 0     |
| 8     | 70 a 74 | 12    |
| 0     | 65 a 69 | 8     |
| 0     | 60 a 64 | 0     |
| 0     | 55 a 59 | 0     |
| 4     | 50 a 54 | 8     |
| 12    | 45 a 49 | 4     |
| 0     | 40 a 44 | 0     |
| 4     | 35 a 39 | 8     |
| 0     | 30 a 34 | 4     |
| 8     | 25 a 29 | 4     |
| 8     | 20 a 24 | 0     |
| 8     | 15 a 19 | 0     |
| 12    | 10 a 14 | 0     |
| 0     | 5 a 9   | 0     |
| 4     | 0 a 4   | 0     |

## Economia

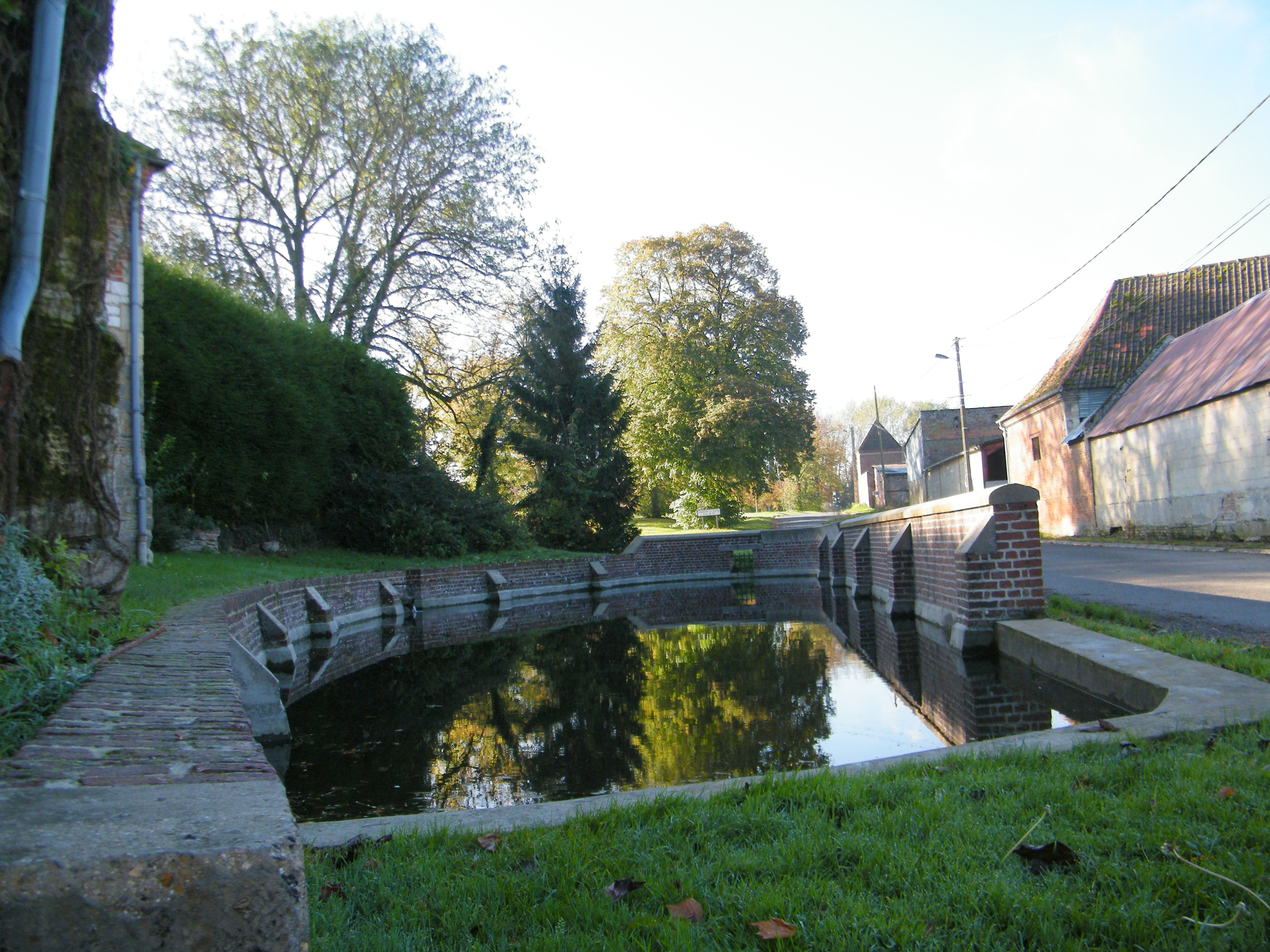

El 2007 la població en edat de treballar era de 78 persones, 53 eren actives i 25 eren inactives. De les 53 persones actives 47 estaven ocupades (26 homes i 21 dones) i 6 estaven aturades (4 homes i 2 dones). De les 25 persones inactives 11 estaven jubilades, 5 estaven estudiant i 9 estaven classificades com a «altres inactius».

### Ingressos
El 2009 a Bus-la-Mésière hi havia 60 unitats fiscals que integraven 153 persones, la mediana anual d'ingressos fiscals per persona era de 18.794 €.

### Activitats econòmiques
Dels 4 establiments que hi havia el 2007, 2 eren d'empreses de fabricació d'altres productes industrials, 1 d'una empresa de construcció i 1 d'una empresa classificada com a «altres activitats de serveis».

## Poblacions més properes

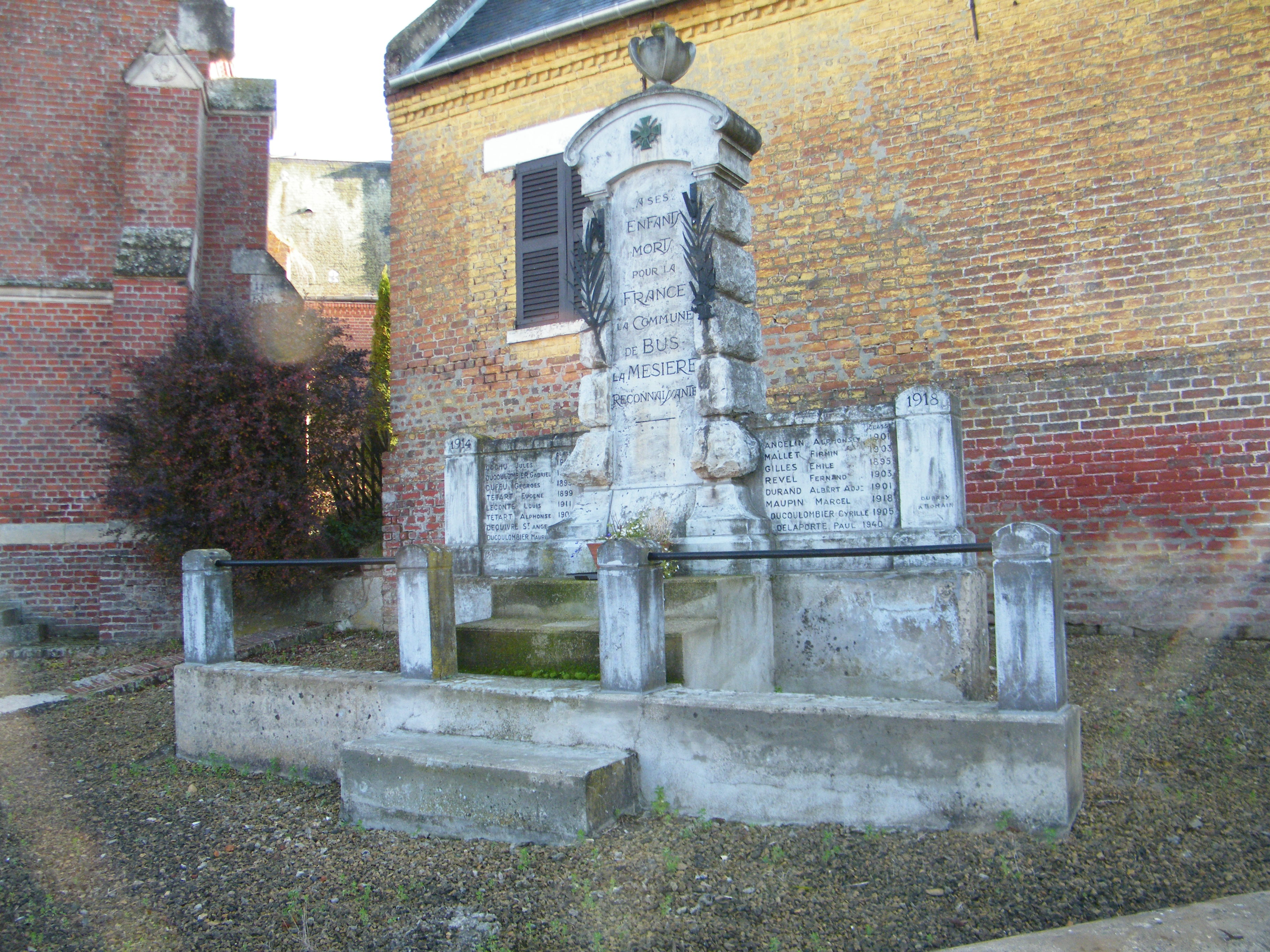

El següent diagrama mostra les poblacions més properes.